# Isohypsibius
Isohypsibius là một chi của ngành gấu nước (Tardigrada), trong lớp Eutardigrada.

## Loài[1]
- Isohypsibius altai Kaczmarek and Michalczyk, 2006
- Isohypsibius annulatus (Murray, 1905)
- Isohypsibius arbiter Binda, 1980
- Isohypsibius archangajensis Kaczmarek and Michalczyk, 2004
- Isohypsibius arcuatus (Bartos, 1934)
- Isohypsibius asper (Murray, 1906)
- Isohypsibius austriacus (Iharos, 1966)
- Isohypsibius baicalensis (Ramazzotti, 1966)
- Isohypsibius baldii (Ramazzotti, 1945)
- Isohypsibius baldiioides Tumanov, 2003
- Isohypsibius barbarae Pilato & Binda 2002
- Isohypsibius bartosi (Iharos, 1966)
- Isohypsibius basalovoi (Durante and Maucci, 1972)
- Isohypsibius belliformis (Mihelcic, 1971)
- Isohypsibius bellus (Mihelcic, 1971)
- Isohypsibius borkini Tumanov, 2003
- Isohypsibius brevispinosus (Iharos, 1966)
- Isohypsibius brulloi Pilato and Pennini, 1976
- Isohypsibius bulbifer (Mihelcic, 1957)
- Isohypsibius cameruni (Iharos, 1969)
- Isohypsibius campbellensis Pilato, 1996
- Isohypsibius canadensis (Murray, 1910)
- Isohypsibius ceciliae Pilato and Binda, 1987
- Isohypsibius changbaiensis Yang, 1999
- Isohypsibius chiarae Maucci 1987
- Isohypsibius costatus (Mihelcic, 1971)
- Isohypsibius cyrilli (Mihelcic, 1942)
- Isohypsibius dastychi Pilato, Bertolani and Binda, 1982
- Isohypsibius deconincki Pilato 1971
- Isohypsibius deflexus (Mihelcic, 1960)
- Isohypsibius dudichi (Iharos, 1964)
- Isohypsibius duranteae (Maucci, 1978)
- Isohypsibius effusus (Mihelcic, 1971)
- Isohypsibius elegans (Binda and Pilato, 1971)
- Isohypsibius eplenyiensis (Iharos, 1970)
- Isohypsibius franzi (Mihelcic, 1949)
- Isohypsibius fuscus (Mihelcic, 1971)
- Isohypsibius gibbus (Marcus, 1928)
- Isohypsibius gilvus Biserov, 1986
- Isohypsibius glaber (Durante Pasa and Maucci, 1979)
- Isohypsibius glazovi Biserov, 1999
- Isohypsibius gracilis (Iharos, 1966)
- Isohypsibius granditintinus Chang and Rho, 1996
- Isohypsibius granulifer Thulin 1928
- Isohypsibius gyulai (Mihelcic, 1971)
- Isohypsibius hadzii (Mihelcic, 1938)
- Isohypsibius helenae (Iharos, 1964)
- Isohypsibius hydrogogianus Ito and Tagami, 1993
- Isohypsibius hypostomoides (Mihelcic, 1971)
- Isohypsibius improvisus Dastych, 1984
- Isohypsibius indicus (Murray, 1907)
- Isohypsibius irregibilis Biserov, 1992
- Isohypsibius itoi (Tsurusaki, 1980)
- Isohypsibius jakieli Dastych, 1984
- Isohypsibius jingshanensis Yang, 2003
- Isohypsibius josephi (Iharos, 1964)
- Isohypsibius kenodontis Kendall-Fite and Nelson, 1996
- Isohypsibius kotovae Tumanov, 2003
- Isohypsibius kristenseni Pilato, Catanzaro and Binda, 1989
- Isohypsibius ladogensis Tumanov, 2003
- Isohypsibius laevis McInnes, 1995
- Isohypsibius landalti (Iharos, 1966)
- Isohypsibius latiunguis (Iharos, 1964)
- Isohypsibius leithaicus (Iharos, 1966)
- Isohypsibius liae Li and Wang, 2006
- Isohypsibius lineatus (Mihelcic, 1969)
- Isohypsibius longiunguis Pilato 1974
- Isohypsibius lunulatus (Iharos, 1966)
- Isohypsibius macrodactylus (Maucci, 1978)
- Isohypsibius malawiensis Jørgensen, 2002
- Isohypsibius mammillosus (Iharos, 1964)
- Isohypsibius marcellinoi (Binda and Pilato, 1971)
- Isohypsibius marii Bertolani, 1982
- Isohypsibius mihelcici (Iharos, 1964)
- Isohypsibius monoicus Bertolani, 1982
- Isohypsibius monstruosus Maucci, 1991
- Isohypsibius montanus (Mihelcic, 1938)
- Isohypsibius myrops (Du Bois-Reymond Marcus, 1944)
- Isohypsibius neoundulatus (Durante Pasa and Maucci, 1975)
- Isohypsibius nipponicus Sudzuki, 1975
- Isohypsibius nodosus (Murray, 1907)
- Isohypsibius novaeguineae (Iharos, 1967)
- Isohypsibius palmai Pilato, 1996
- Isohypsibius panovi Tumanov, 2005
- Isohypsibius papillifer (Murray, 1905)
- Isohypsibius pappi (Iharos, 1966)
- Isohypsibius pauper (Mihelcic, 1971)
- Isohypsibius pilatoi (Durante Pasa and Maucci, 1979)
- Isohypsibius pratensis (Iharos, 1964)
- Isohypsibius prosostomus Thulin, 1928
- Isohypsibius pseudoundulatus (da Cunha and do Nascimento Ribeiro, 1946)
- Isohypsibius pulcher (Mihelcic, 1971)
- Isohypsibius pushkini Tumanov, 2003
- Isohypsibius qinlingensis Li, Wang and Yu, 2005
- Isohypsibius rahmi Li and Wang, 2006
- Isohypsibius reticulatus Pilato, 1973
- Isohypsibius roberti Biserov, 1996
- Isohypsibius ronsisvallei Binda and Pilato, 1969
- Isohypsibius rudescui (Iharos, 1966)
- Isohypsibius rugosus Guidi and Grabowski, 1996
- Isohypsibius sabellai Pilato, Binda, Napolitano and Moncada, 2004
- Isohypsibius saltursus Schuster, Toftner and Grigarick, 1978
- Isohypsibius sattleri (Richters 1902)
- Isohypsibius schaudinni (Richters, 1909)
- Isohypsibius sculptus (Ramazzotti 1962)
- Isohypsibius sellnicki (Mihelcic, 1962)
- Isohypsibius septentrionalis Thulin, 1928
- Isohypsibius silvicola (Iharos, 1966)
- Isohypsibius sismicus (Maucci, 1978)
- Isohypsibius solidus (Mihelcic, 1971)
- Isohypsibius taibaiensis Li and Wang, 2005
- Isohypsibius tetradactyloides (Richters, 1907)
- Isohypsibius theresiae (Iharos, 1964)
- Isohypsibius torulosus (Mihelcic, 1959)
- Isohypsibius truncorum (Iharos, 1964)
- Isohypsibius tuberculatus (Plate, 1889)
- Isohypsibius tuberculoides (Mihelcic, 1949)
- Isohypsibius tubereticulatus Pilato and Catanzaro, 1990
- Isohypsibius tucumanensis Claps and Rossi, 1984
- Isohypsibius undulatus Thulin 1928
- Isohypsibius vejdovskyi (Bartos, 1939)
- Isohypsibius verae Pilato and Catanzaro, 1990
- Isohypsibius vietnamensis (Iharos, 1969)
- Isohypsibius wilsoni (Horning, Schuster and Grigarick, 1978)
- Isohypsibius woodsae Kathman, 1990
- Isohypsibius zierhofferi Dastych, 1979.